# Keene, Kalifornien
Keene är en ort i Kern County i delstaten  Kalifornien, USA.